# Збірна Камбоджі з футболу
Збірна Камбоджі з футболу — представляє Камбоджу на міжнародних футбольних змаганнях. Контролюється Футбольною федерацією Камбоджі . Вона ніколи не потрапляла на Чемпіонат світу з футболу. В 1974 році збірна зайняла четверте місце на Кубку Азії.
Станом на 3 квітня 2025 посідає 181-e місце у рейтингу футбольних збірних світу.

## Чемпіонат світу
- з 1930 по 1994 — не брала участь
- з 1978 по 2010 — не пройшла кваліфікацію

## Кубок Азії
- 1956 — не пройшла кваліфікацію
- з 1960 по 1964 — не брала участь
- 1968 — не пройшла кваліфікацію
- 1972 — четверте місце
- з 1976 по 1996 — не брала участь
- 2000 — не пройшла кваліфікацію
- з 2004 по 2007 — не брала участь
- 2011 — не пройшла кваліфікацію